# Skupina za varovanje železniške proge W
Skupina za varovanje železniške proge W je bila bojna skupina (v moči bataljona), ki je delovala v sestavi Slovenskega domobranstva med drugo svetovno vojno.

## Zgodovina
Bojna skupina je bila ustanovljena februarja 1944 iz delov IV. in V. bojnih skupin ter bila maja istega leta preimenovana v Bataljon W. Zadolžena je bila za varovanje železniških prog Ljubljana-Rakek in Grosuplje-Kočevje.

## Poveljstvo
Poveljniki
- stotnik Vincenc Fortuna
- stotnik Stanislav Buda
- major Friderik Lehman

## Sestava
- štab
- 1. četa
- 2. četa
- 3. četa
- 4. četa
- 5. četa
- 6. četa
- 7. četa
- 41. četa
- 42. četa
- 43. četa
- 44. četa
- 45. četa
- 46. četa
- 47. četa
- 48. četa
- železniška baterija
- 5 oklopnih vlakov